# Gare de Toulouse-Saint-Agne
Gare de Toulouse-Saint-Agne – stacja kolejowa w Tuluzie, w departamencie Górna Garonna, w regionie Oksytania, we Francji. 
Jest stacją Société nationale des chemins de fer français (SNCF), obsługiwaną przez pociągi TER Midi-Pyrénées. Jest częścią sieci transportu miejskiego. W pobliżu znajduje się stacja metra Saint-Agne – SNCF.